# Керлю (Вашингтон)
Керлю (англ. Curlew) — переписна місцевість (CDP) в США, в окрузі Феррі штату Вашингтон. Населення — 105 осіб (2020).

## Географія
Керлю розташований за координатами 48°52′40″ пн. ш. 118°36′16″ зх. д. / 48.87778° пн. ш. 118.60444° зх. д. (48.877746, -118.604488).  За даними Бюро перепису населення США в 2010 році переписна місцевість мала площу 1,96 км², уся площа — суходіл.

## Демографія
Згідно з переписом 2010 року, у переписній місцевості мешкало 118 осіб у 51 домогосподарстві у складі 27 родин. Густота населення становила 60 осіб/км².  Було 59 помешкань (30/км²).
Расовий склад населення:
| - 96,6 % — білих |

До двох чи більше рас належало 3,4 %. Частка іспаномовних становила 3,4 % від усіх жителів.
За віковим діапазоном населення розподілялося таким чином: 25,4 % — особи молодші 18 років, 56,0 % — особи у віці 18—64 років, 18,6 % — особи у віці 65 років та старші. Медіана віку мешканця становила 34,5 року. На 100 осіб жіночої статі у переписній місцевості припадало 122,6 чоловіків;  на 100 жінок у віці від 18 років та старших — 120,0 чоловіків також старших 18 років.
Середній дохід на одне домашнє господарство  становив 39 390 доларів США (медіана — 28 000), а середній дохід на одну сім'ю — 24 840 доларів (медіана — 26 750). За межею бідності перебувало 44,2 % осіб, у тому числі 85,0 % дітей у віці до 18 років та 15,8 % осіб у віці 65 років та старших.
Цивільне працевлаштоване населення становило 35 осіб. Основні галузі зайнятості: освіта, охорона здоров'я та соціальна допомога — 40,0 %, мистецтво, розваги та відпочинок — 25,7 %, роздрібна торгівля — 17,1 %, будівництво — 17,1 %.